# Tracy Phillips
Tracy Phillips (27 de março de 1982) é uma atriz, dançarina e coreógrafa americana do sul da Califórnia.

## Trabalhos

### Clipes
- No Doubt, Goo-Goo Dolls, the Offspring, Will Smith, Ricky Martin e My Chemical Romance.

### Comerciais
- Pepsi e Gap.

### Filmes
- Dark Streets (2006)
- 42K (2001)
- Lucky Numbers (2000).... Dancer
- Aka Bon número, Le (France)
- Boys and Girls (2000).... Dancer
- Ides of March (2000)